# 叶兰 (伏尔加格勒州)
叶兰（羅馬化：Yelanʹ）是俄罗斯伏尔加格勒州的市级镇、叶兰区行政中心，位于顿河流域内捷尔萨河畔，在州府伏尔加格勒西北方。
该地2021年人口有13,811人；2010年人口14,833；2002年人口15,147；1989年人口14,935。